# コナ (ハワイ島)

ハワイ島ノース・コナ地区

サウス・コナ地区

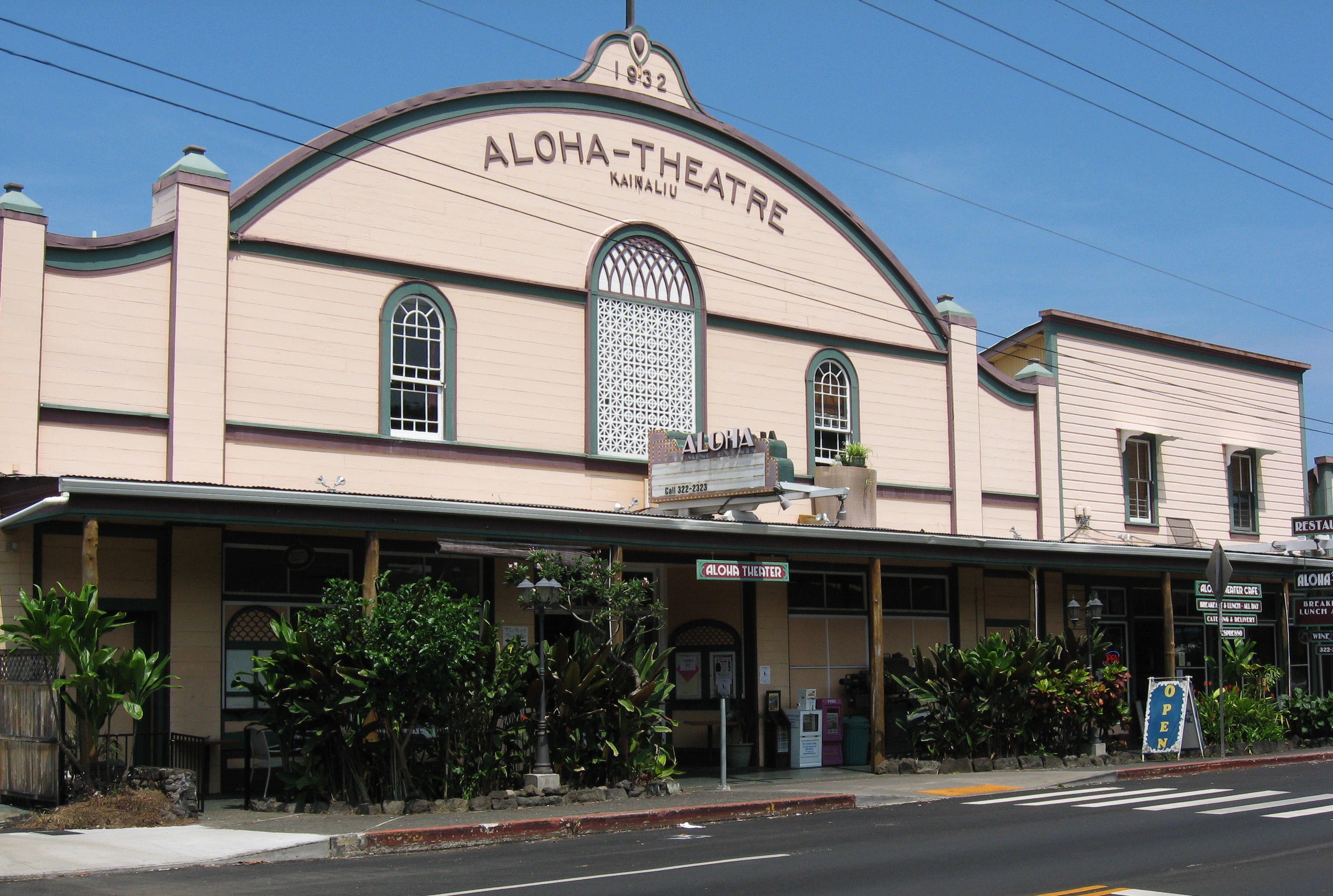
カイナリウのアロハ劇場

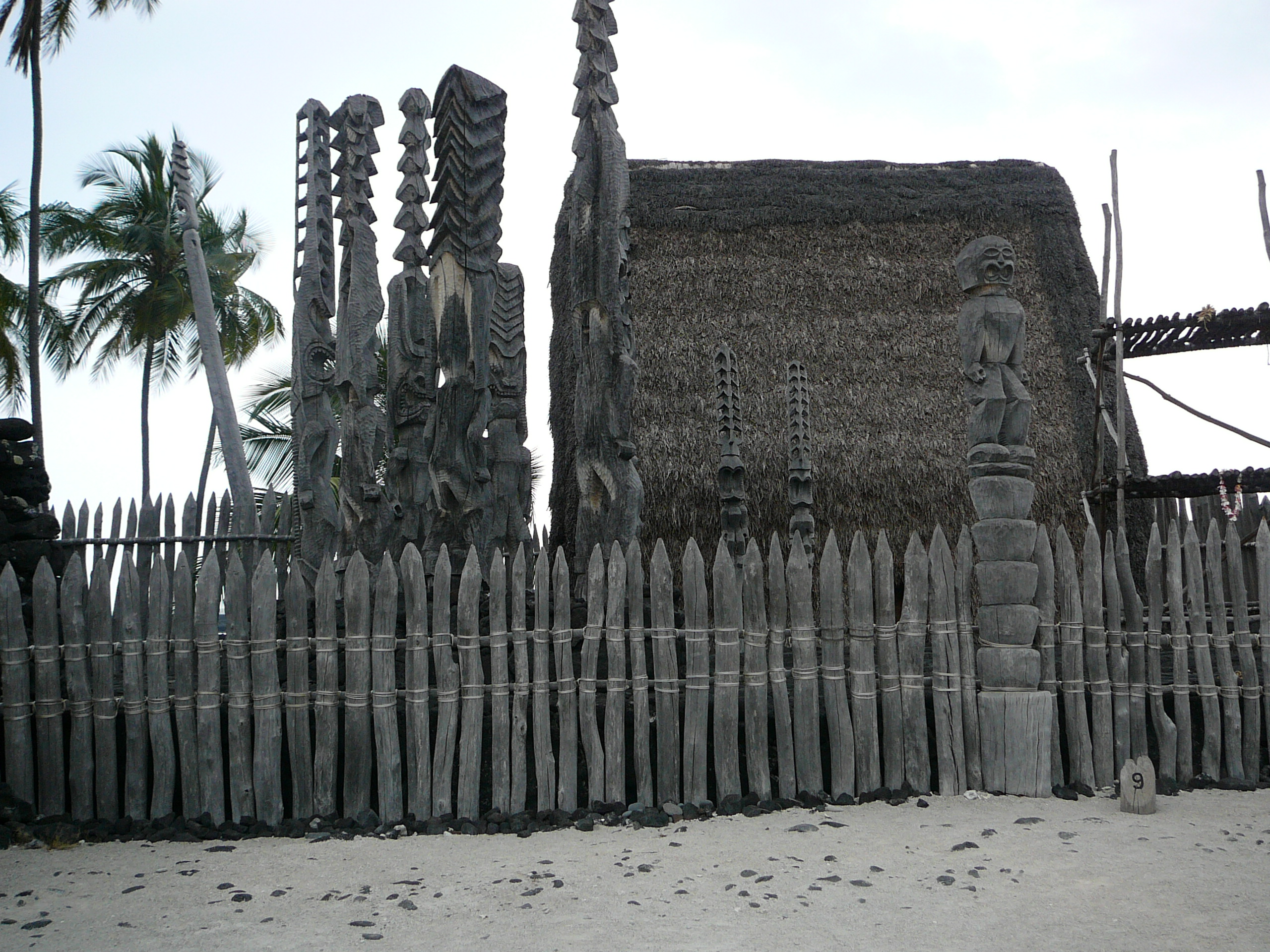
ホナウナウのプウホヌア・オ・ホナウナウ国立歴史公園

コナ (ハワイ語：Kona) は、アメリカ合衆国ハワイ州のハワイ島西部の地域。ハワイ島の商業中心地であるカイルア・コナをはじめとして、ハワイ島の拠点となる地域である。フアラライ山沿いに広がるコナコーヒー・ベルトでは、コナコーヒーの生産が行われる。

## 地理
ハワイ諸島の東端で最大の島であるハワイ島の西海岸にあり、ケッペンの気候区分のステップ気候（乾燥帯）に分類される。中心都市のカイルア・コナは北緯19度39分0秒 西経155度59分39秒 / 北緯19.65000度 西経155.99417度  (19.649973, -155.994028) に位置している。ハワイ諸島に北東から南西へ吹く卓越風の風下にあるので同島の東海岸のヒロに比べて雨が少なく、比較的乾燥している。
19世紀から日系移民が存在したハワイ諸島であるが、20世紀にはマウイ島がハワイ州の代名詞であった。対してハワイ島は観光地としての発展が遅かった為、日本国内での知名度も低かったが、21世紀以降増加した日本人移住者やハワイ島へのロングステイ滞在旅行が増加傾向にある。
このような背景から、ハワイアン航空(HL)は羽田空港再国際化後にコナと東京都心部を直通便で結ぶ計画を日米双方に申請していたが、2016年に新規割当枠の就航認可を獲得した。深夜枠となる新規開設便は東京国際空港(羽田)-ハワイ島コナ国際空港線をワイドボディ機で結び、史上初めて日本からのハワイ島への大型機での直通国際便が実現する事となった。使用機材は2016年に受領する新造機A330-200型機を使用する。同社は2016年6月にA330-200の22機目を受領し、12月から羽田空港就航を毎週数便で開始した。続いて、数年直通便を中止していた日本航空が2017年9月より毎日の飛行を成田～コナ直通便を開始した。
コナは北のノース・コナ地区と南のサウス・コナ地区に分かれている。

## ノース・コナ地区
ノース・コナ地区 (North Kona District) はカイルナ・コナが中心である。

### カイルア・コナ
カイルア・コナは人口約2万人の商業地で、ハワイ島西部の中心都市。郊外には、コナ国際空港が立地していて、ハワイ・コミュニティーカレッジ・パラマヌイ校、ケアラケヘ高校も郊外にある。

### 北方面
カイルナ・コナから北方面はフアラライ山の噴火による溶岩流災害（1800年）の後に時を経て、20世紀後半にリゾート地として発展した。地域の名前や、ハワイ州道19号線に沿って南から北へ向かって次の地域がある。

#### カラオア
カラオア（Kalaoa）は州道19号線を北上してホノコハウ港、ハワイ州立自然エネルギー研究所を過ぎた所にある。コナ国際空港があり、カイミナニ道路（Kaiminami Road）によって山側の州道19号線へ繋がっていて、ハワイ・コミュニティーカレッジ・パラマヌイ校へはこの道路から入る。

#### カウプレフ
カウプレフ（Kaupulehu, Hawaii）にはフォーシーズンズホテル・フアラライがあり、クキオ・ビーチ（Kukio Beach）海水浴場に隣接している。
ハワイ島西側のリゾート地はここからクキオ湾（Kukio Bay）などを経て、南コハラ地区のワイコロア・ビーチ、プアコ（Puako）へと続いている。

### 南方面
カイルア・コナから南方面は、19世紀より農業を中心として発展した。主な町（村）を北から南へ挙げる。

#### ケアウホウ
ケアウホウはケアウホウ湾に面したアリイ通り上の人口約2400人の町で、その土地の大部分をビショップ・エステート・カメハメハ・スクールズが所有している。かつてはハワイ人の主要居留地のひとつであった為、いくつかのヘイアウやクアモオ墓地などが残されている。現在は大きなケアウホウ・ショッピングセンター、シェラトン・コナ・リゾート&スパー・ケアウホウベイなどがあり、観光産業に重きを置く町へと変貌を遂げた。

#### ホルアロア
カイルア湾を見下ろす小高い丘にあり、ハワイ州道180号線に沿ったホルアロアは人口約6000人の町で、芸術家の住む町として知られる。メイン・ストリートには工芸品ショップやギャラリー、アート・センターなどが点在する。日系人が比較的多く、コナ高野山大師寺（真言宗）もある。

#### ホナロ
山側の180号線が11号線と合流する所に位置するホナロは人口約2000人の町である。仏教寺院であるコナ大福寺（曹洞宗）がある。

#### カイナリウ
カイナリウは、11号線沿いにある小さな集落。アロハ劇場を擁している。

## サウス・コナ地区
サウス・コナ地区(South Kona District)のおもな町（村）を北から南へ挙げる。

### ケアラケクア
ハワイ語で「神々の道」を意味するケアラケクアは、人口約1650人の町。プルメリア、バナナ、パパイア、ライチなどが群生し、「ハワイらしい」佇まいを見せる町として知られる。コナワエナ高校がある。コナ本願寺（浄土真宗）と付属プリスクール（義務教育の幼稚園の前の教育）もここにある。

### キャプテン・クック
人口約3200人のキャプテン・クックは、その名のとおり、ハワイを発見したイギリス人航海士ジェームズ・クックからとられた町である。手付かずの自然を残すケアラケクア湾州立歴史公園や、クックが死亡したとされるカアワロア・コーヴのキャプテン・クック記念碑などがある。

### ホナウナウ
人口約2400人のホナウナウは、プウホヌア・オ・ホナウナウ国立歴史公園を有する小さな町。古代ハワイ時代に敗残兵や非戦闘員の避難所となっており、ハワイ語で「逃れの地」を意味するプウホヌアと呼ばれるようになった。

### ホオケナ
ホオケナは中国人移民たちによって発展を遂げた小さな村。

### ミロリイ
「細いより紐」を意味するミロリイは漁網の作成で生計を立てる職人たちが集う村である。